# Simona Gherman
Simona Cristina Gherman, nata Simona Cristina Alexandru (Bucarest, 12 aprile 1985), è una schermitrice rumena, specializzata nella spada.

## Biografia
Ha conquistato una medaglia d'oro ai campionati mondiali di scherma di Parigi del 2010 nella spada a squadre.
Ha conquistato anche tre medaglie d'oro nella gara di spada a squadre nei campionati europei di scherma di Kiev del 2008, di Plovdiv del 2009 e di Sheffield del 2011.

## Palmarès
- Giochi olimpici

Rio de Janeiro 2016: oro nella spada a squadre.
- Mondiali

Parigi 2010: oro nella spada a squadre.
Catania 2011: oro nella spada a squadre.
Mosca 2015: argento nella spada a squadre.
- Europei

Kiev 2008: oro nella spada a squadre.
Plovdiv 2009: oro nella spada a squadre.
Sheffield 2011: oro nella spada a squadre.
Legnano 2012: oro nella spada individuale ed argento nella spada a squadre.
Strasburgo 2014: oro nella spada a squadre e bronzo nella spada individuale.
Montreux 2015: oro nella spada a squadre.
Toruń 2016: oro nella spada individuale e bronzo nella spada a squadre.